# الحزب الشيوعي السوري (الموحد)
الحزب الشيوعي السوري (يوسف فيصل) أحد أحزاب الحركة الشيوعية في سوريا، يدعى أيضاً بالحزب الشيوعي الموحد. إنشق عن الحزب الشيوعي السوري في عام 1986 على إثر خلافات في المؤتمر السادس للحزب الشيوعي السوري دارت حول البيروسترويكا ، يشارك في الجبهة الوطنية التقدمية في سوريا وله 3 نواب في مجلس الشعب، له جريدة إسبوعية تصدر باسمه هي جريدة النور أمينه الأول حنين نمر.

## وصلات خارجية
- الموقع الرسمي للحزب
- موقع جريدة النور